# Microsoft Bob
A Bob a Microsoft 1995-ben kiadott, a Windows 3.1-es verziójához készített felhasználói felülete. A Windows 3.1 alapértelmezett felhasználói felületét, a Programkezelőt cserélte le egy attól gyökeresen eltérő kezelőfelülettel. Egyetlen verziója jelent meg, a Microsoft nem fejlesztette tovább. A Microsoft a Bobot alapvetően kezdő felhasználóknak szánta.
A rendszer fontos elemét képezte Rover, egy kutyafigura, amely hasznos tippekkel igyekezett segíteni a felhasználót. A kezelőfelület egy ház belső tereit imitálja, több szoba is létezik, például nappali, konyha. Az üdvözlőképernyő ennek megfelelően a bejárati ajtó képét formázza.

## Fogadtatás
A szoftver fogadtatása negatív volt, a minduntalan előugró varázslók és párbeszédablakok, valamint a túl barátságos felület miatt. A Microsoft hamar beszüntette a Bob forgalmazását.